# Matapoides
Zela là một chi bướm ngày thuộc họ Bướm nâu.